# 巴澤加省
巴澤加省（法語：Bazéga）是布基納法索中南大區北部的一個省，面積3,963平方公里。2006年人口238,202人。首府孔比西里。
本區下轄七縣。